# PADI
PADI (англ. Professional Association of Diving Instructors) — професійна асоціація інструкторів з підводного плавання. Це міжнародна мережа торгових центрів та шкіл підводного плавання.
Спочатку Асоціація займалася в основному рекреаційним дайвінгом; З 2010, PADI має технічний департамент підводного плавання.
Станом на липень 2010 членство PADI складається з 7 відділень по всьому світу, а також двох розподільних центрів.
Система підготовки продумується деталями, уніфікованим і рівномірним для всього світу. Робота шкіл і дайвінг-центрів, розташованих в певній частині світу контролюється відповідним регіональним офісом, наприклад, PADI America, PADI International Ltd або PADI Europe. PADI сертифікати об'єдналися для всіх регіонів, визнаних іншими федераціями і дайв-центрів по всьому світу.